# Motorové vozy 850 a 851
Motorové vozy řady 850 a 851 byly vyráběny v 60. letech 20. století ve Vagónce Tatra Studénka (nyní Škoda Vagonka). Československé státní dráhy je pod označením M 286.0 (později řada 850) a M 286.1 (později 851) využívaly pro vozbu rychlíků a osobních vlaků nejen na hlavních neelektrifikovaných tratích. Na Slovensku byly vyřazeny do roku 2007, České dráhy je provozovaly do roku 2014.

## Konstrukce
Jedná se o velké čtyřnápravové motorové vozy se samonosnou karoserií ze svařovaných ocelových profilů, která je usazena na dvou podvozcích, z nichž jeden je hnací. Pohon zajišťuje u řady 850 dieselový motor ČKD K 12 V 170 DR o výkonu 515 kW, řada 851 je vybavena inovovaným motorem ČKD KS 12 V 170 DR o výkonu 588 kW. Agregát prototypů je pomocí pružné spojky a kloubového hřídele spojen s hydrodynamickou převodovkou H 650 M se třemi měniči. V sériové výrobě od čísla 003 došlo ke změně na H 750 M. Interiér vozu je rozdělen na přední stanoviště strojvedoucího, strojovnu, zavazadlový prostor, nástupní prostor (s WC), velkoprostorový oddíl pro cestující, druhý nástupní prostor a zadní stanoviště strojvedoucího (Obě jsou průchozí. Stanoviště A vybaveno pro spojení s vozy Btx761 a Bdtx766.Stanoviště B vybaveno měchem pro spojení s vozy Bmx765.).
Řada 851 se od řady 850 odlišuje, kromě inovovaného motoru, ještě novými nápravovými převodovkami NK15 a NK18 a kompresorem 3 DSK 75. Vzhled vozu byl mírně upraven odstraněním malého okna v zavazadlovém oddílu.

## Vývoj, výroba a provoz

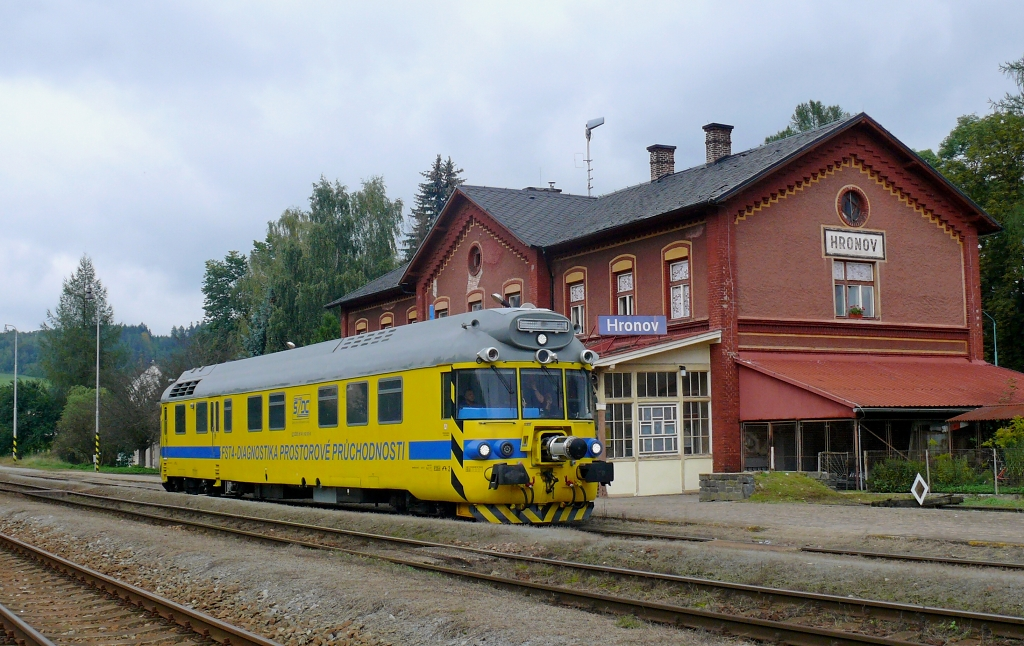
Měřicí vůz diagnostiky prostorové průchodnosti FST 4, který vznikl přestavbou z motorového vozu 851.013

Motorové vozy řady 850 byly vyvinuty na přelomu 50. a 60. let pro doplnění vozového parku ČSD velkými motorovými vozy, které měly nahradit starší řadu M 262.0, které ČSD provozovaly už od začátku padesátých let. Tyto vozy řady M 262.0 (dnes řada 830), svým počtem pro plánované výkony nepostačovaly. V roce 1962 byl ve Studénce vyroben první prototyp vozu řady M 283.1, který byl o rok později následován druhým prototypem. Kvůli zvýšení hmotnosti byly oba vozy v roce 1964 přeznačeny na řadu M 286.0. Sériová výroba těchto motorových vozů proběhla následně v letech 1966 a 1967 (dalších 50 kusů).
Poslední dva vozy z roku 1967 (M 286.0051 a M 286.0052) byly již z výroby vybaveny pro zkušební účely inovovaným a výkonnějším motorem KS 12 V 170 DR, který měl být určen pro vozy řad M 296.1 a M 296.2. Ke zvýšení výkonu dieselu přispělo zejména dosazení mezichladiče plnicího vzduchu do plnicího/sacího potrubí. Následujících 37 vyrobených vozů (rok výroby 1968), kde byl již dosazen výkonnější motor, bylo označeno jako řada M 286.1, přičemž i oba vozy z roku 1967 byly přeznačeny na M 286.1038 a M 286.1039.
Ve druhé polovině 60. let byly vyráběny i přípojné vozy shodného vzhledu, které byly označeny řadou Balm (přípojné vozy řady 050).
Motory použité u řady 851 (a rovněž i u řad 852 a 853) nebyly v provozu spolehlivé, proto byl začátkem 80. let trvale snížen jejich výkon z 588 kW na hodnotu 515 kW a rovněž nebyl používán nejvyšší, sedmý výkonový stupeň (v jízdním kontroléru byl trvale odpojen vodič, zůstaly tedy jen stupně 0 až 6). Některé vozy řady 850 byly naopak částečně rekonstruovány v letech 2001–2004.
Vozy řad 850 a 851 byly určeny především pro rychlíky a osobní vlaky na hlavních neelektrizovaných tratích, sloužily zejména na Moravě a na Slovensku. Po rozpadu Československa přešly některé vozy do majetku ŽSR a následně i další nástupnické organizace ZSSK. Do roku 2007 však byly všechny vozy obou řad na Slovensku vyřazeny. České dráhy je v menším počtu provozovaly nadále. V roce 2008 byly motorové vozy řad 850 a 851 dislokovány v Brně a Olomouci. Od 14. prosince 2008 (přechod na nový grafikon) byly brněnské vozy řady 850 vyřazeny z pravidelné dopravy a fungovaly jen jako provozní zálohy, dva roky na to nastala stejná situace v Olomouci.

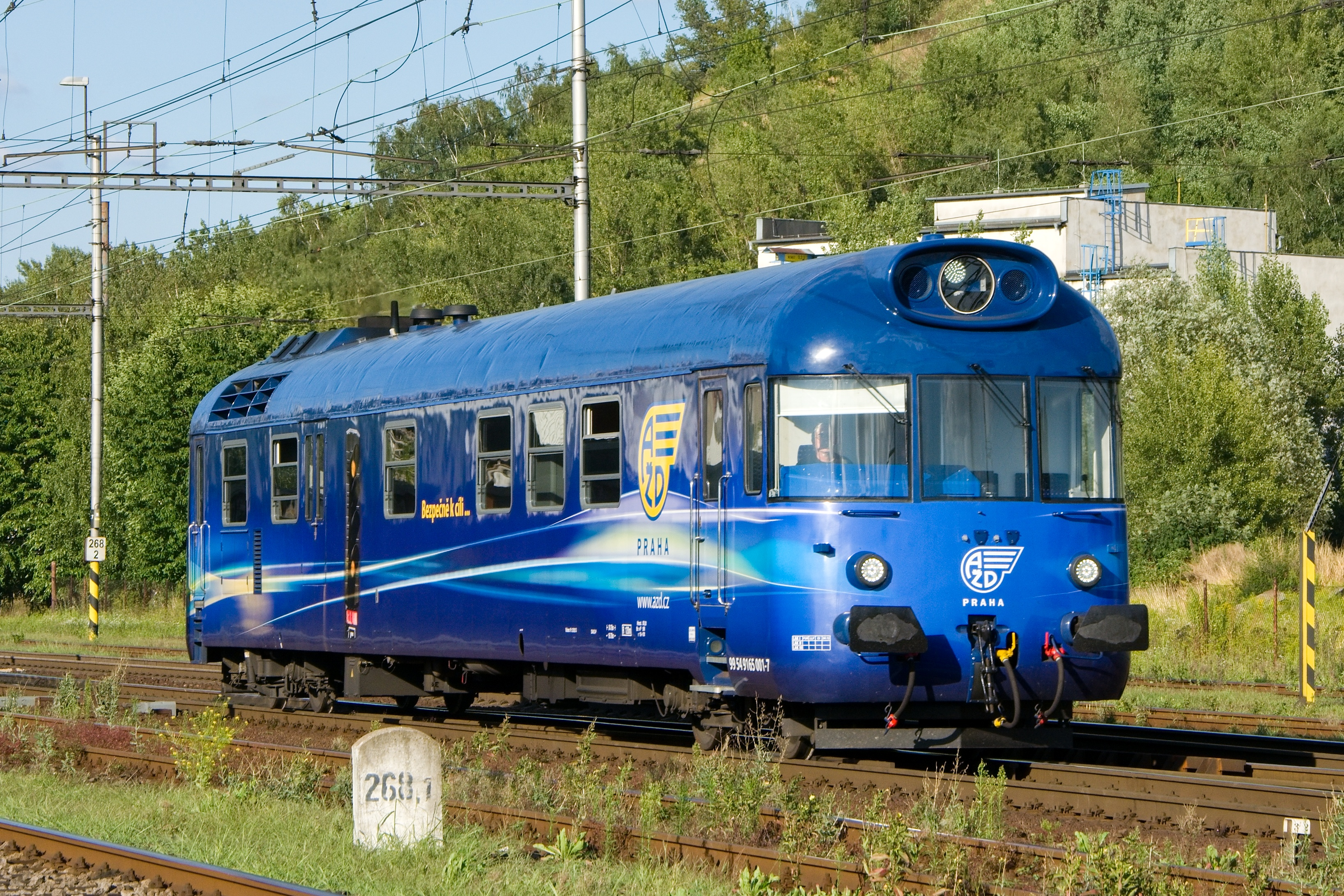
Měřicí vůz AŽD Praha přestavěný z vozu 851.026

Vůz 851.026 byl zakoupen společností AŽD Praha. V roce 2013 byl přestavěn na měřící vůz jednotného evropského zabezpečovače ETCS. Do vozu byl osazen nový motor Caterpillar C 27, byl dosazen nový řídicí systém a dosazeny vlakové části systémů AVV a ETCS. Zároveň byl vůz opatřen modrým nátěrem s logy AŽD Praha.
Zbylé provozní brněnské vozy řady 850 byly odstaveny v průběhu roku 2012, jako poslední byl v září odstaven vůz 850.021 v DKV Brno PJ Horní Heršpice. Posledním vozem řady 851 nasazovaným na pravidelné spoje (ovšem jen jako náhrada) byl vůz 851.028 v olomouckém DKV. Odstaven z provozu byl v březnu 2014.

## Historické vozy
- 850.001 (České dráhy, depo Lužná u Rakovníka)
- 850.008 (Národní technické muzeum, depo Chomutov)
- 850.018 (Železnice Slovenskej republiky)
- 850.022 (Klub přátel kolejových vozidel Brno)
- 850.044 (Klub přátel kolejových vozidel Brno)
- 851.005 (Moravská železniční, s.r.o.)
- 851.008 (KŽC Doprava)
- 851.032 (spolek Hrbatá Máňa, Brno)

## Galerie

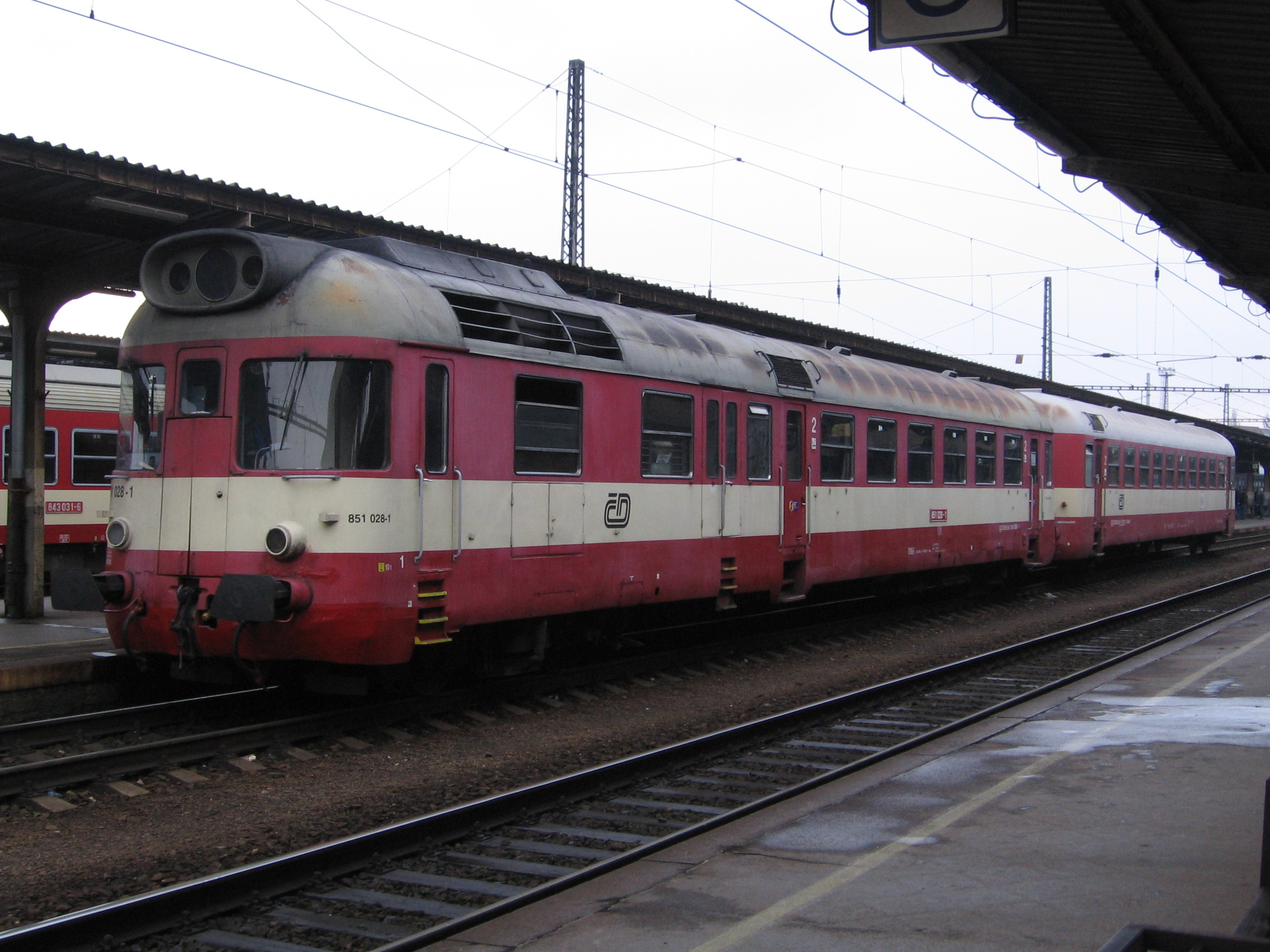
Vůz 851.028 v Olomouci
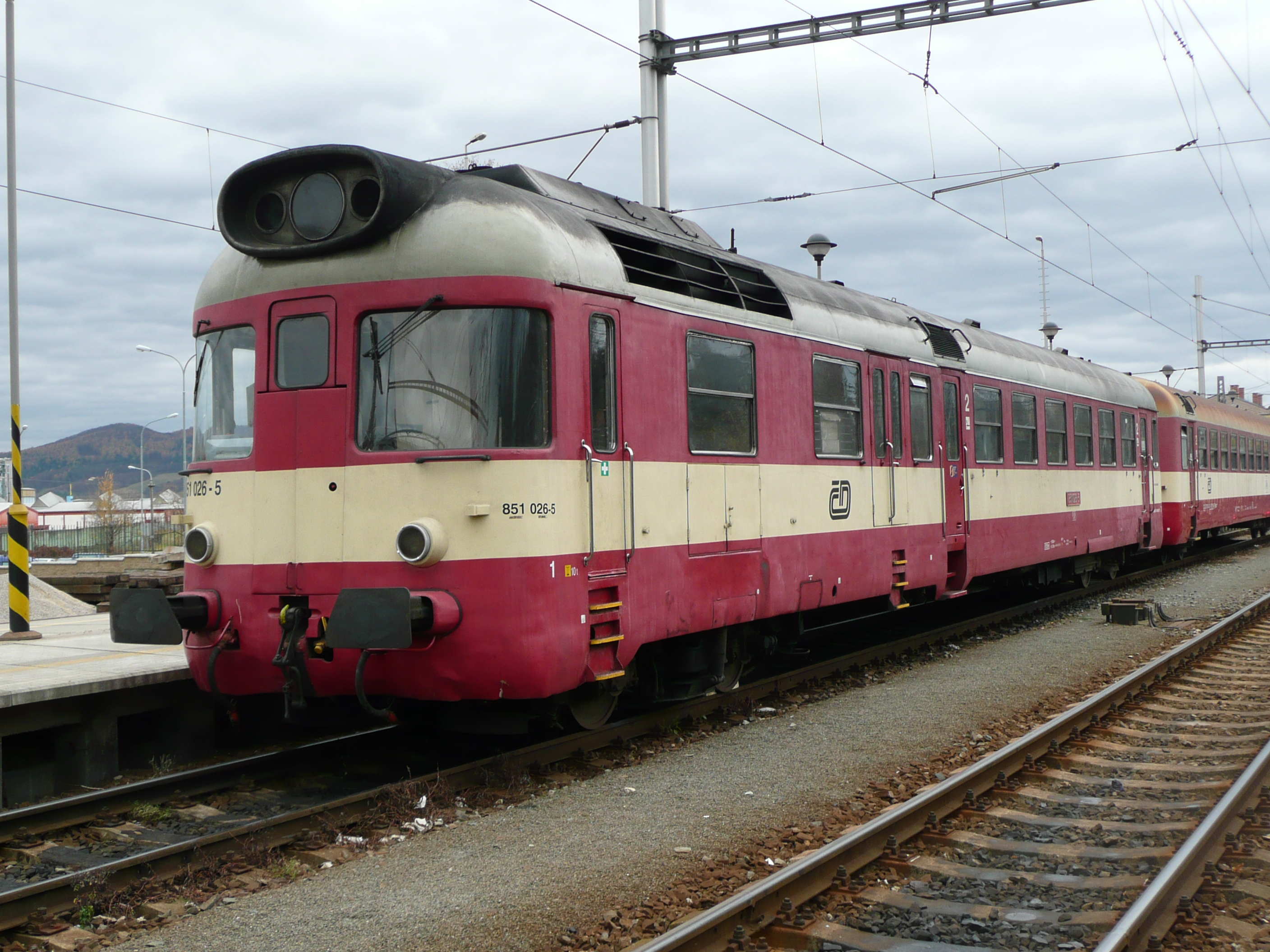
Vůz 851.026 v Zábřehu
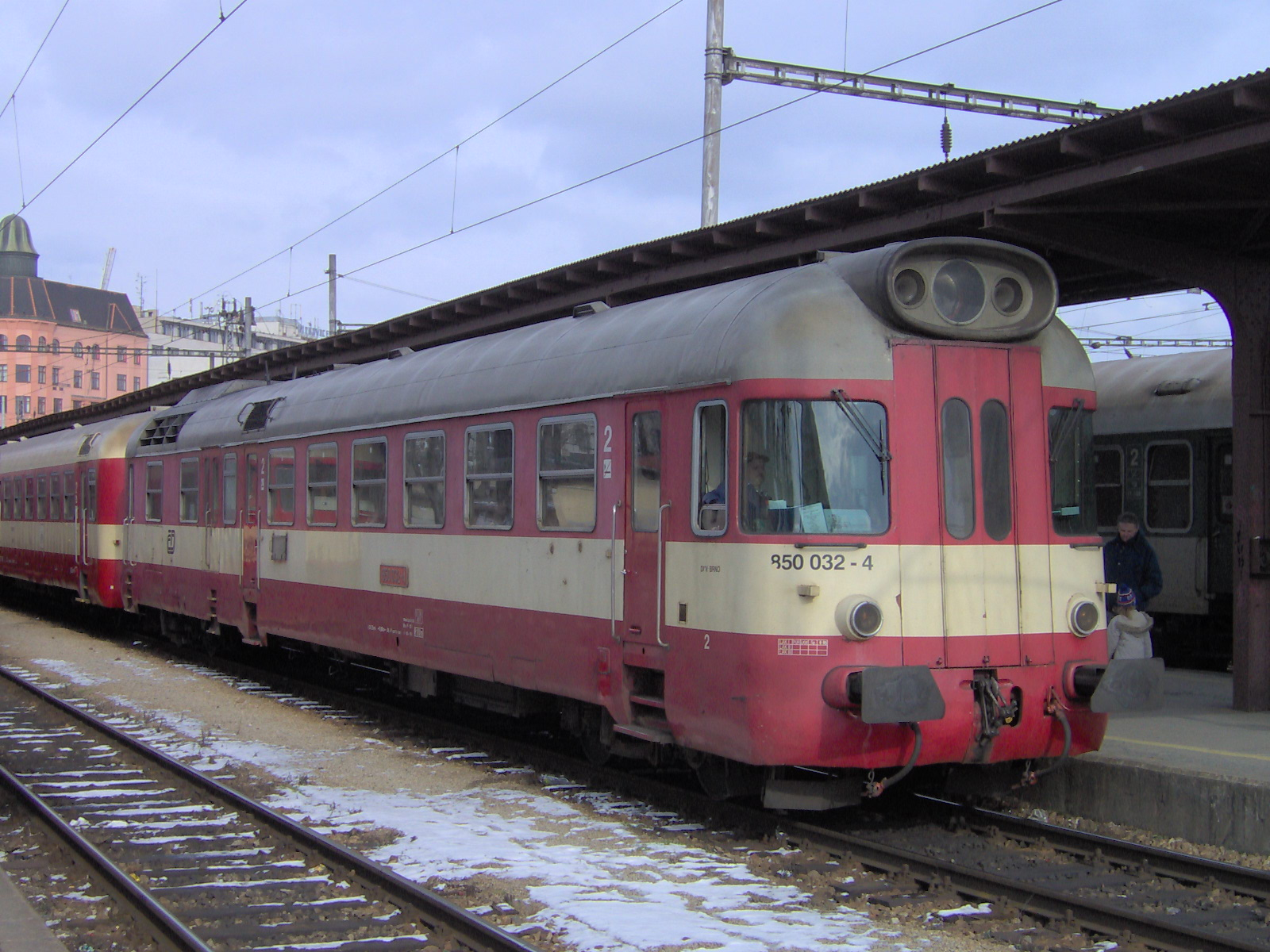
Vůz 850.032 v Brně
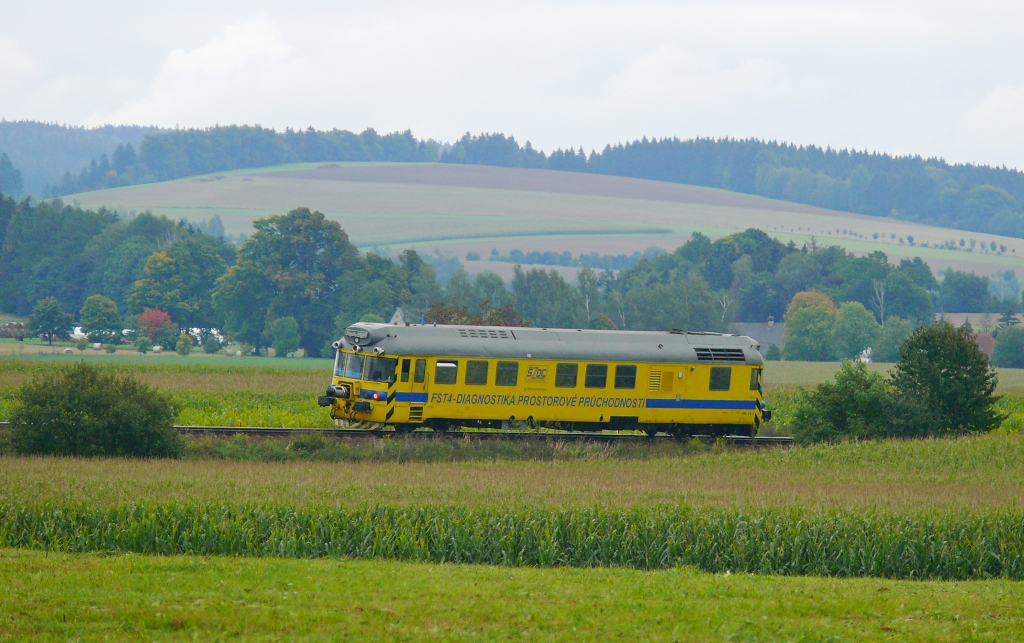
Měřicí vůz FST 4 ve Žďáru nad Metují
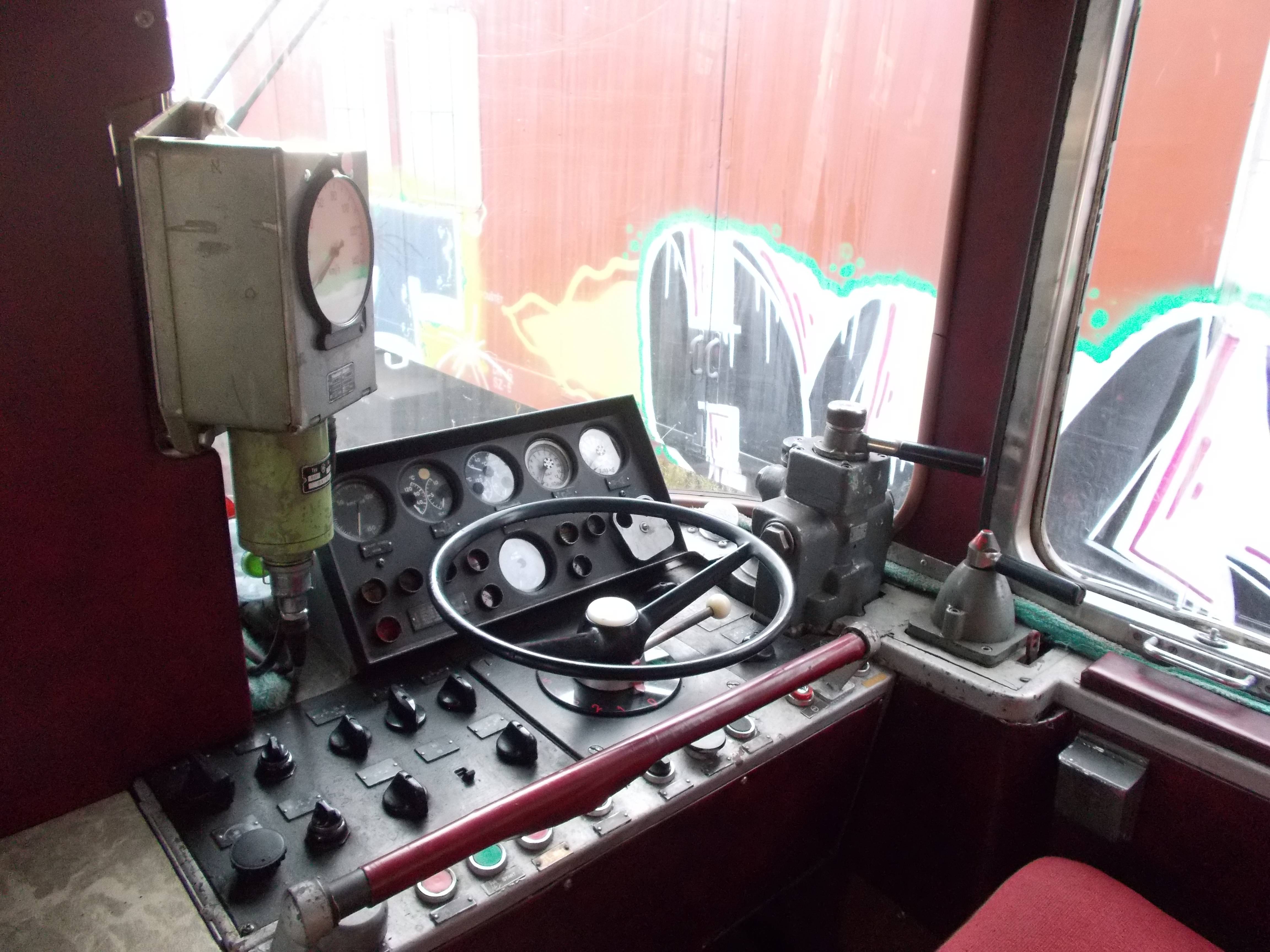
Pohled na stanoviště strojvedoucího
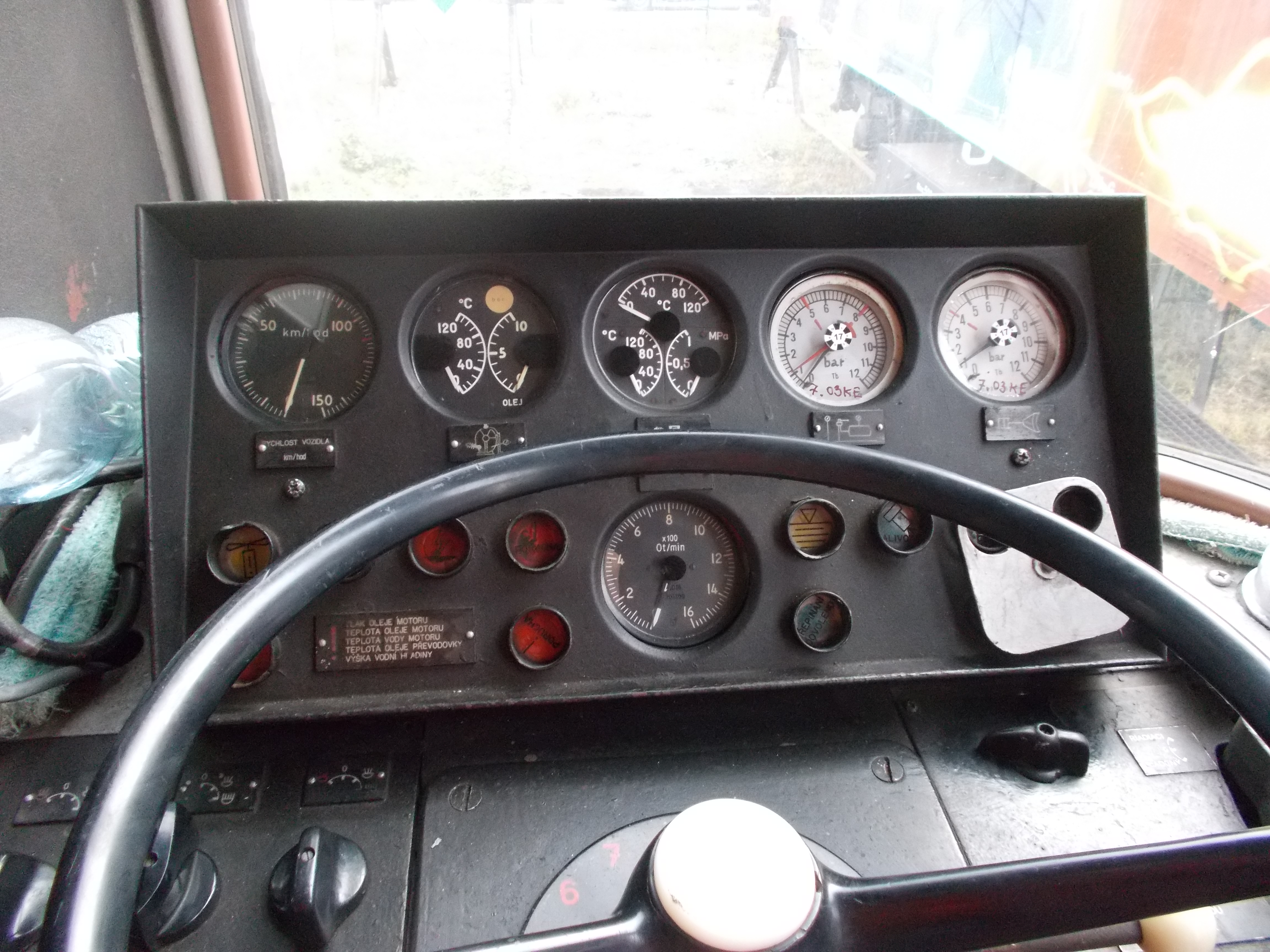
Palubní deska
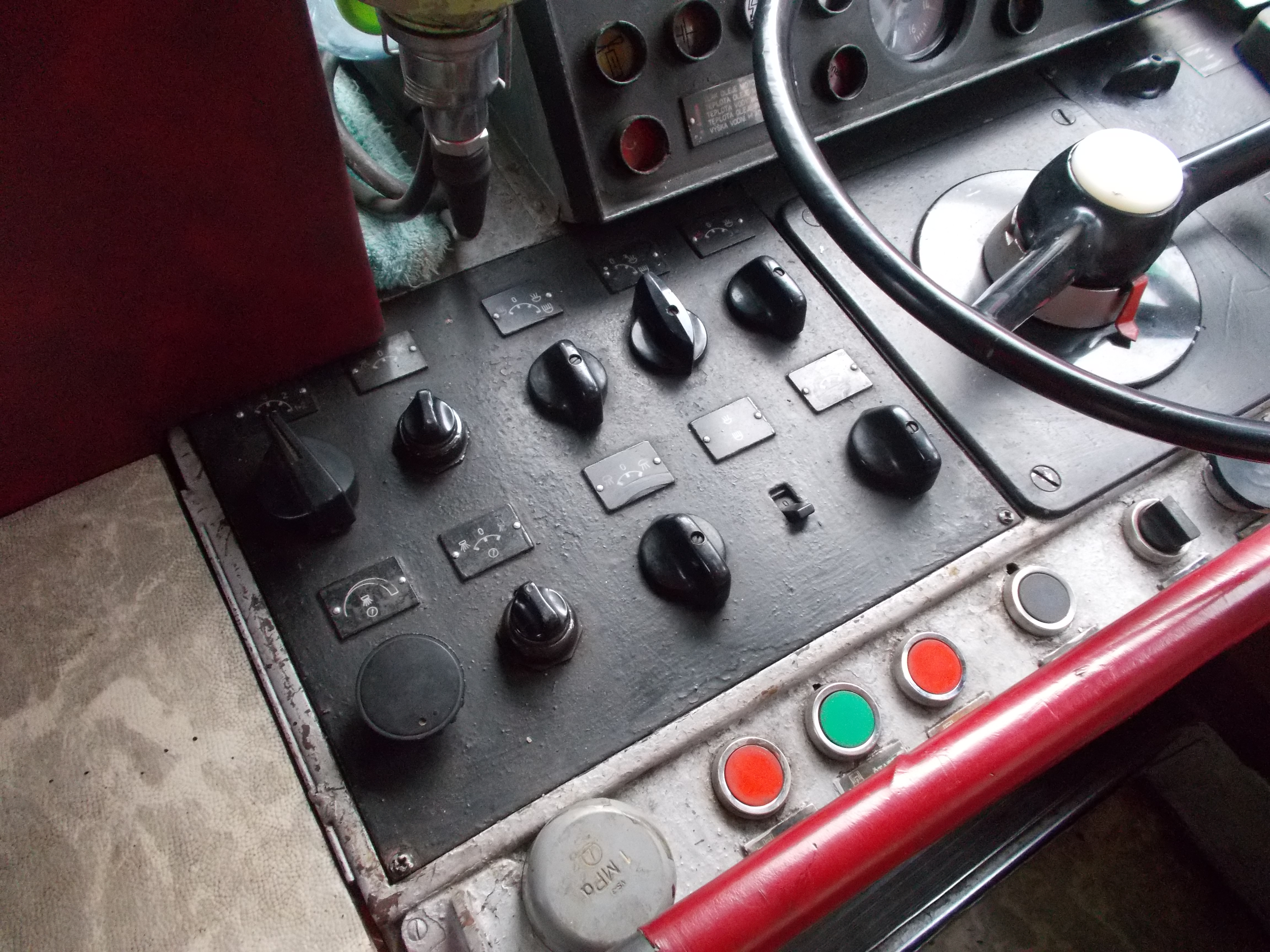
Přepínače v kabině strojvedoucího